# فرودگاه دیرانباندی
فرودگاه دیرانباندی (به انگلیسی: Dirranbandi Airport) یک فرودگاه همگانی با کد یاتا DRN است که یک باند فرود آسفالت دارد و طول باند آن ۱۲۱۷ متر است. این فرودگاه در کشور استرالیا قرار دارد و در ارتفاع ۱۷۳ متری از سطح دریا واقع شده‌است.